# КК Антверп џајантс
КК Антверп џајантс (енгл. Antwerp Giants) је белгијски кошаркашки клуб из Антверпена. Из спонзорских разлога од 2017. пун назив клуба гласи Теленет џајантс Антверп (Telenet Giants Antwerp). У сезони 2018/19. такмичи се у Првој лиги Белгије и у ФИБА Лига шампиона.

## Историја
Клуб је основан 1995. године спајањем два клуба од којих је један био трофејни Расинг Мехелен, тако да се у првих десетак година постојања звао Расинг Баскет Антверпен, да би од 2006. добио садашњи назив. Првенство Белгије освојио је у сезони 1999/00. До трофеја у националном купу дошао је 2000. и 2007. године, а поред тога играо је и још два финала. Победник Суперкупа Белгије био је 2007. године.
Од сезоне 2009/10. је редовни учесник ФИБА Еврочеленџа. У дебитантској сезони је остварио и највећи успех у овом такмичењу стизањем до четвртфинала, а касније је забележио и неколико пласмана међу 16 најбољих.

## Успеси

### Национални
- Првенство Белгије:
  - Првак (1): 2000.

- Куп Белгије:
  - Победник (2): 2000, 2007.
  - Финалиста (2): 2012, 2014.

- Суперкуп Белгије:
  - Победник (1): 2007.
  - Финалиста (1): 2000.

### Међународни
- ФИБА Лига шампиона:
  - Треће место (1): 2019.

## Познатији играчи
- Младен Шекуларац
- Кевин Пантер